# Anna Levinson

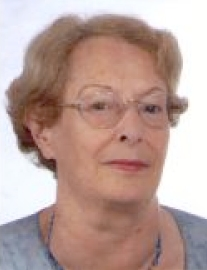
Anna Levinson, vor 2008

Anna Levinson (* 8. Januar 1939 in Tel-Aviv; † 13. Mai 2015) war eine deutsche Zoologin und Entomologin, die in Starnberg lebte und seit 1971 am Max-Planck-Institut für Verhaltensphysiologie und seit 2004 am Max-Planck-Institut für Ornithologie in Seewiesen und Erling (Oberbayern) tätig war.

## Leben und Werk
Anna Levinson wurde als Tochter des Ingenieurs Isaak Bar-Ilan und der Mathematikerin Frieda Bar-Ilan in Tel-Aviv geboren. Nach dem Abitur an einem mathematisch-naturwissenschaftlich ausgerichteten Gymnasium erwarb sie zunächst das Lehramtsdiplom und unterrichtete später Biologie an einem Realgymnasium. Sie studierte Zoologie, Parasitologie und Chemie und diplomierte 1964 mit dem Grad M. Sc. (Magister Scientiarum) an der Universität Jerusalem.
Im Rahmen ihrer M.Sc.-Arbeit untersuchte sie die Gesangsmuster und entsprechenden Verhaltensreaktionen der Wanderheuschrecken Locusta migratoria und Schistocerca gregaria (Acrididae) und befasste sich auch mit den Ursachen der Insektendiapause. Sie promovierte bei Rachel Galun und Ezechiel Rivnay über das Thema Lockstoffe und Abwehrstoffe zur Eindämmung schädlicher Insektenpopulationen, besonders der von Baumwolleulen (Spodoptera littoralis), Bettwanzen (Cimex lectularius) und Khaprakäfern (Trogoderma granarium), wofür sie 1971 den Grad eines Dr. rer. nat. erhielt. Während der Jahre 1965 bis 1968 gab sie den Einführungskurs der Entomologie an der Universität Jerusalem und untersuchte gleichzeitig die Möglichkeit der Eindämmung von Populationen der äußerst schädlichen Dattelpalmenschildlaus Parlatoria blanchardii mithilfe von Marienkäfern der Gattungen Chilocorus, Parascymnus und Scymnus. Am Zoologischen Institut der Universität Frankfurt am Main arbeitete sie 1970 über das Aggregations- und Dispersionsverhalten der Bettwanze Cimex lectularius und entdeckte dabei die intraspezifischen Versammlungs- und Alarmpheromone dieser Bettwanzenart.
1971 wurde sie wissenschaftliche Mitarbeiterin des Max-Planck-Instituts für Verhaltensphysiologie in Seewiesen (Oberbayern) und forschte seitdem gemeinsam mit ihrem Ehemann Hermann Levinson über die Ernährungs- und Sinnesphysiologie von schädlichen Insekten- und Milbenarten, insbesondere über die Wirkungsweise und Strukturaufklärung von fraß- und paarungsanregenden Reizstoffen (Kairomone und Sexualpheromone), die Verminderung der Populationsdichte von Schadorganismen an Nahrungsgütern mittels Insektistasis und Akaristasis und seit 1988 auch über Ethnozoologie, d. h. kulturgeschichtliche Aspekte der Zoologie.
Sie war Mitglied der Deutschen Gesellschaft für allgemeine und angewandte Entomologie sowie der Münchner Entomologischen Gesellschaft.

## Leistungen
Anna Levinson hat mit inländischen und ausländischen Arbeitsgruppen jahrelang kooperiert, mehr als 100 wissenschaftliche Beiträge veröffentlicht und Lockstoff-Fallen für vorratsschädliche Käfer- und Mottenarten (hauptsächlich Khaprakäfer, Dornspeckkäfer, Tabakkäfer sowie Getreidemotte, Dörrobstmotte, Anagasta kuehniella, Ephestia elutella und Cadra cautella) entwickelt, die patentiert und in vielen Ländern zu praktischer Anwendung kamen.

## Auszeichnungen
Aufgrund ihrer Leistungen und Veröffentlichungen erhielt sie weltweit Anerkennung und wurde 2006 mit dem Prädikat Leading Scientists of the World von dem International Biographical Centre in Cambridge sowie 2007 mit der Karl-Escherich-Medaille der Deutschen Gesellschaft für allgemeine und angewandte Entomologie ausgezeichnet.